# 皮克斯动画常用元素列表
由《Red的梦》开始，皮克斯制作的动画经常会重复引用和自我参照一些相同的元素，这些材料包括一些客串演出、字串、物体或公司商号等，可以被视为是皮克斯工作人员在电影中布置的彩蛋或小玩笑，它们的来源通常是参照自皮克斯的工作人员、联营公司、地点或皮克斯过去经历过的事件。此外，一些特别的物件如A113、比萨行星或约翰·雷森博格经常会出现在大部分的皮克斯动画中，这些物件已经成为皮克斯动画的传统设计元素。

## 传统

### 比萨星球
比萨星球（Pizza Planet）是一个虚构的比萨饼餐厅，首次出现是在《玩具总动员》（Toy Story）。在影片中，它是一间大型的科幻主题餐厅，内置街机游戏，门口处还有机器人警卫，屋顶上有火箭装饰。拥有一辆类似丰田Hilux的皮卡（在车尾的铭牌中，“TO”和“TA”已经被隐没，只能够看见“YO”的字样）。比萨星球出现在之后的每一部动画电影中（除了《超人特攻队》），李·昂克里奇曾表示《超人特工队》中没有随处可见的比萨星球卡车。

- 《玩具总动员》中，胡迪看见一辆比萨星球卡车，告诉巴斯它是个超活跃的超空间引擎，卡车带他们到比萨星球餐厅。
- 《虫虫危机》中，当一只昆虫警告另一只昆虫不准摸臭虫灭虫器，卡车有出现。一个比萨星球杯子也在虫虫城市出现。
- 《玩具总动员2》中，火腿、巴斯、蛋头先生、彈簧狗及抱抱龍用卡车紧追艾耳到机场去。
- 《怪兽电力公司》中，兰道尔被住房汽车里的男孩和他的妈妈痛打时，卡车出现在荧幕上的最左边，住房汽车与《虫虫危机》的车子相似。
- 《海底总动员》中，在吉哥向尼莫解释逃亡过程的想像画面中，一辆比萨星球卡车经过。
- 《赛车总动员》中，一位比萨星球卡车在附加赛的赛场外登场，这次，为了配合其他车辆，这位卡车有眼睛和嘴巴。
- 《料理鼠王》中，当黑麵追着雷米时，一辆比萨星球卡车稍微穿过塞纳河的桥上。
- 《瓦力》中，伊芙来到地球后在盤查一辆卡车引擎是否有生存的植物，随后关闭卡车的前引擎盖。
- 《飞屋环游记》中，卡尔的房子飞翔时，比萨星球的卡车经过；当卡尔幻想离开罗素时，比萨星球的卡车从停车场开出；电影结尾处卡尔给罗素和道格买冰时，比萨星球卡车停在旁边。[4]
- 《玩具总动员3》中，熊抱哥、大宝宝与笑丑乘坐卡车到阳光托儿所。比萨星球也是日历的赞助商。
- 《赛车总动员2》中，比萨星球卡车在观看水箱温泉镇大奖赛。他也在白金汉宫前的电影三联海报的背景里出现。
- 《勇敢傳說》中，一辆比萨星球卡车的木板雕刻在巫婆的茅屋里。約翰·拉薩特在采访中表示，虽然电影发生在古代，他们找到了放那辆卡车的方法。
- 《怪兽大学》中，一辆比萨星球卡车停放在第一个社团派对外。
- 《头脑特工队》中，一辆比萨星球卡车出现在乐乐与乒乓初次见面时两人脚边的一个黄金记忆球里、还有莱利大脑总部出现的黄金记忆球和乐乐、憂憂及乒乓第二次坐思想列车的绿色记忆球里。
- 《恐龙当家》中，在宇宙上有一个披萨星球车的陨石。
- 《海底总动员2》中，多莉在叫她的父母名字的时候，出现过在垃圾潮里，和出现在过正在前往克利夫兰的车的旁边。
- 《寻梦环游记》中，米格在窗外，当奶奶说禁止有音乐一辆披萨星球车经过。
- 《超人总动员2》中，比萨星球的卡车（60年代造型）出现在弹力女郎捕获“屏霸”后，化成降落伞落地的瞬间

比萨星球餐厅在迪士尼世界的好萊塢夢工場及巴黎迪士尼樂園度假區的设计结构也与电影里的设计相似。

### 彩球
彩球（Luxo Ball）是一个带有黄蓝色条纹和红色五角星的小球，首次出现是在短片《小台灯》中，它在几个皮克斯的电影和短片中都有出现，特别是在玩具总动员中有突出表现。
- 《头脑特工队》中，莱利和小彬彬比赛跑步时出现过。
- 《海底总动员2：多莉去哪儿》中，章鱼汉克驾车时上面的方向盘，也可以说应该是美国队长那个神盾。

### A113
皮克斯許多動畫師都畢業於加州藝術學院，尤其『A113 教室』對他們更是頗具意義，因此常常在動畫電影作品中，故意加入『A113』這號碼。
- 《玩具總動員系列》中，戴維斯太太的車牌號碼就是『A113』。
- 《蟲蟲危機》中，菲力剛出城時，背後的箱子的條碼為『A113-1195』。
- 《海底總動員》中，潛水員的相機印有『A113』符號。
- 《超人特攻隊》中，超能先生被帶往的會議室的房間號碼就是『A113』；另外，彈力女超人監視到超能先生的細胞指數為『A1』及『13』。
- 《汽車總動員》中，當閃電麥坤衝向火車軌道時火車上的編號為兩個『A113』。
- 《料理鼠王》中，一隻體型強壯的老鼠耳朵上的黃色標籤編號為『A113』；另外，小林觀看的電視節目上的列車亦有『A113』編號。
- 《瓦力》中，太空船的自動掌舵Auto上面的號碼就是『A113』。
- 《天外奇蹟》中，法庭的名字為『Courtroom A113』。
- 《汽車總動員2》中，『A113』出現在噴射機特務犀利的機尾上面。
- 《勇敢傳說》中，以羅馬數字『ACXIII』的方式出現，雕在女巫工作室正門上端。
- 《怪獸大學》中，『A113』為驚嚇學院新生第一堂課教室的號碼。
- 《腦筋急轉彎》中，萊莉離家出走時，背景的工地牆上被塗鴉上『A113』字樣。
- 《恐龍當家》中，阿羅家中的部分竹籬笆重疊猶如『A113』的字樣。
- 《海底總動員2：多莉去哪兒？》中，海獅弗盧克和魯德爾的鰭足上的標籤編號為『A113』；卡車的車牌號碼為『CAL-A113』。
- 《汽車總動員3》中，史達寧的辦公室門牌號是『A113』。
- 《尋夢環遊記》中，亡靈管理局主管辦公司的門牌號碼是『A113』。
- 《超人特攻隊2》中，部分脫軌列車的型號編號為『A113』，此外巴鮑伯一家在電影結尾去準備去觀看的電影叫『痴呆症113』（Dementia 113）。
- 《玩具總動員4》中，古董店中的有一個1970年代標牌上的號碼為『A113』。
- 《½的魔法》中，警察廣播中提到了『1-1-3程序正在進行』（a one-one-three in progress）。
- 《靈魂奇遇記》中，萬物堂的有一條街道叫『A113』。

### 约翰·雷森博格
约翰·雷森博格是一位参予皮克斯动画配音的资深配音员，参与演出迄今为止的皮克斯动画（除《夏日友晴天》、《青春變形記》和《光年正傳》），被称为是“皮克斯的幸运魅力”，他的形象成为部分动画角色的设计原型。
| 电影                      | 角色                                         |
| ------------------------- | -------------------------------------------- |
| 玩具总动员系列            | 火腿（Hamm）                                 |
| 虫虫危机 您的老鼠好友     | P.T.跳蚤（P.T. Flea）                        |
| 怪兽电力公司 怪獸大學     | 珠穆朗玛峰上的雪人（The Abominable Snowman） |
| 海底总动员                | 魚群（The School of Moonfish）               |
| 超人特攻隊                | 採礦大師（The Underminer）                   |
| 赛车总动员系列            | 阿麥（Mack）                                 |
| 料理鼠王                  | 穆斯塔法（Mustafa）                          |
| 瓦力                      | 约翰（John）                                 |
| 飞屋环游记                | 汤姆 （Tom）                                 |
| 勇敢傳說                  | 戈登（Gordon）                               |
| 头脑特工队                | 修理工（Fritz）                              |
| 恐龍當家                  | 艾爾（Earl）                                 |
| 海底總動員2：多莉去哪兒？ | 比爾（Bill）                                 |
| 寻梦环游记                | 胡安·奧托頓西亞（Juan Ortodoncia）           |
| ½的魔法                   | 芬威克（Fenwick）                            |
| 靈魂奇遇記                | 喬回憶中的屏幕外聲音                         |

《赛车总动员》片尾时，阿麥与其他车辆在水箱温泉镇驶入剧场观赏《玩具车总动员》、《怪兽卡车电力公司》及《甲壳虫危机》，呈现由约翰·雷森博格配音的片段，最终阿麥发现火腿卡车，扫雪机及PT跳车都是由同样的配音员配音。

## 公司

### 中餐厅
中餐厅是一家虚构的餐厅，首次出现在《虫虫危机》。

### 大卖家
大卖家（Buy n Large，BnL）是一家虚构的公司，首次出现在《机器人瓦力》。
- 《机器人瓦力》中，大卖家是一家巨型企业，在所有领域皆有其身影，包括航空、农业、媒体、食品、科学、公共设施还是交通领域[6]。
- 《飞屋环游记》中，卡尔房子周围的建筑上有大卖家的标志[4]。
- 《玩具总动员3》中，巴斯光年的电池是“BnL Alkaline”[7]。

### 岱诺可
岱诺可（Dinoco）是一家虚构的石油公司，首次出现在《玩具总动员》是一家小型油站，到了《赛车总动员》则是一间大型公司，它在《机器人瓦力》中也有客串演出。

## 电影

### 玩具总动员三部曲
以下电影包含玩具总动员三部曲的元素。
- 《怪兽電力公司》中，阿布的房間有翠絲玩具。另外，當藍道在進到房間前練習隱身時，其中一個背景是安迪房間的雲朵壁紙。為此便成立了一個已經過官方(導演)承認的理論，也就是電力公司的門事實上通往《玩具總動員》的宇宙。故事开始时萨利和麦克去上班时过马路与一只十分庞大的怪物打招呼，而在片尾花絮中揭示了其实是抱抱龙的友情演出。
- 《海底总动员》中，巴斯光年在牙医诊所的玩具箱附近。
- 《机器人瓦力》中，抱抱龙出现在保龄球瓶后面和出现过比薩星球的便当盒。
- 《飞屋环游记》中，《玩具总动员3》里的熊抱哥出现卡尔的屋子上升时的途径一个小女孩的房间，左侧还有巴斯光年第一次“飞行”时的玩具飞机。此外，卡尔身上别着一个 《玩具总动员》里巴斯光年曾做过广告的葡萄苏打的瓶盖。
- 《怪兽大学》中，《玩具总动员3》里的熊抱哥出现在教室的黑板上。本片病毒宣傳片中，安迪房間的門出現在怪獸電力公司的廣告裡。
- 《头脑特工队》中，乐乐在开头取下的一个记忆球里的滑梯与《玩具总动员3》里的一样，只是角度不同、还有就是在莱利班上和完结时候老师大脑里的地球仪则是安迪房间里的地球仪、还有就是莱利班上的穿军装的男孩有几个玩具如胡迪抱抱龙和巴斯光年、还有就是莱利班上有女孩穿着阿薛骷髅衣跟阿薛的不同一样颜色、还有就是造梦影视出现过《玩具总动员2》的扮演扎克的演员。[8]

### 虫虫危机
《玩具總動員2》中多次出現《蟲蟲危機》彩蛋。包括安弟家的月曆和童書，以及艾爾玩具倉庫的玩具。玩具過馬路時，毛毛蟲哈其林出現在被巴斯劈開的雜草叢中。本片片尾的特製「NG片段」更有哈其林與飛力螞蟻在同一景對話，以為終於開拍《蟲蟲危機2》了。

### 怪兽公司
- 《海底总动员》中，完结的最后大眼仔出现过。

### 海底总动员
以下电影包含《海底总动员》的元素。
- 《怪兽电力公司》中，小女孩布给了苏利文一个尼莫的玩具。此外，在蓝道与苏利文的追逐中，麦克打开的一扇门里也有尼莫的形象。[9]
- 《玩具总动员3》中，安迪的玩具箱底部贴着小丑鱼贴纸，以及在阳光托儿所蝴蝶班出现过的雷老师鲼鱼玩具。[9]
- 《头脑特工队》中，“幻想乐园”里的纸牌屋边有一个印着尼莫形象的礼品盒，下面还写着“Finding me”（来找我）。[8]
- 《恐龙当家》中，阿罗不小心跳进河里，有一只红色的章鱼出现跟章鱼汉克很像。

### 超人总动员
以下电影包含《超人总动员》的元素。
- 《海底总动员》中，一个小男孩在牙医诊所候诊时在看《超人总动员》的漫画。

### 美食总动员
以下电影包含《美食总动员》的元素。
- 《机器人瓦力》中，垃圾堆出现过的一辆摩托车就是史老板用来追老鼠雷米的摩托。
- 《头脑特工队》中，莱莉小时候家中的一份杂志封面上出现了女厨师Colette。此外，莱利做噩梦时，梦到她新家的死老鼠雷米长得很像。[8]

### 机器人瓦力
以下电影包含《机器人瓦力》的元素。
- 《头脑特工队》中，Bing Bong的鼻子拿出的靴子。
- 《海底总动员2：多莉去哪儿？》中，在海洋展览区附近写着“WALL-C”的日记。

### 飞屋环游记
以下电影包含《飞屋环游记》的元素。
- 《美食总动员》中，雷米在找食物的时候有一只类似逗逗的影子出现。
- 《玩具总动员3》中，安迪的化妆台上的一张纸写着“Carl and Ellie Fredricksen”（即卡尔与艾莉的名字）。[10][7]
- 《头脑特工队》中，莱莉大脑中的几个记忆球展现了《飞屋环游记》开头卡尔与艾莉的生活片段。[8]

### 头脑特工队
以下电影是包含《头脑特工队》的元素
- 《海底总动员2：多莉去哪儿？》中，多莉跳去写着“运儿”的桶中，然后多莉被工作人员丢去运儿的水池里，镜头中莱利有出现。

### 恐龙当家
- 《头脑特工队》中，记忆球播放莱利一家在恐龙雕像片中有满身动物的三角龙和阿罗。

## 脚注
1. 1 2  Jim Hill. . jimhillmedia.com. 2007-12-09  [2008-07-21]. （原始内容存档于2008-05-11）.
2. 1 2   (DVD). 华特迪士尼. 1995.
3. ↑  
Lee Unkrich. . 2010-05-10  [2010-06-24]. （原始内容存档于2010-06-25）.
4. 1 2  Peter Sciretta. . SlashFilm.com. 2009-06-01  [2009-06-01]. （原始内容存档于2013-01-04）.
5. ↑  . NBC.   [2008-11-25]. （原始内容存档于2009-05-04）.
6. 1 2  张蓓蓓,杨波. . 人民网. 2014-01-15  [2014-01-26]. （原始内容存档于2014-02-03）. 还记得2008年皮克斯出品的动画片《瓦力》（Wall-E）吗？影片中的BnL(Buy n Large)公司是一家“巨型企业”，在所有领域都有它的身影。
7. 1 2  Arya Ponto. . JustPressPlay.net. 2009-10-13  [2010-03-21]. （原始内容存档于2011-05-11）.
8. 1 2 3 4  . 2015-10-06.
9. 1 2  . 2015-10-06.